# Frías (Argentina)

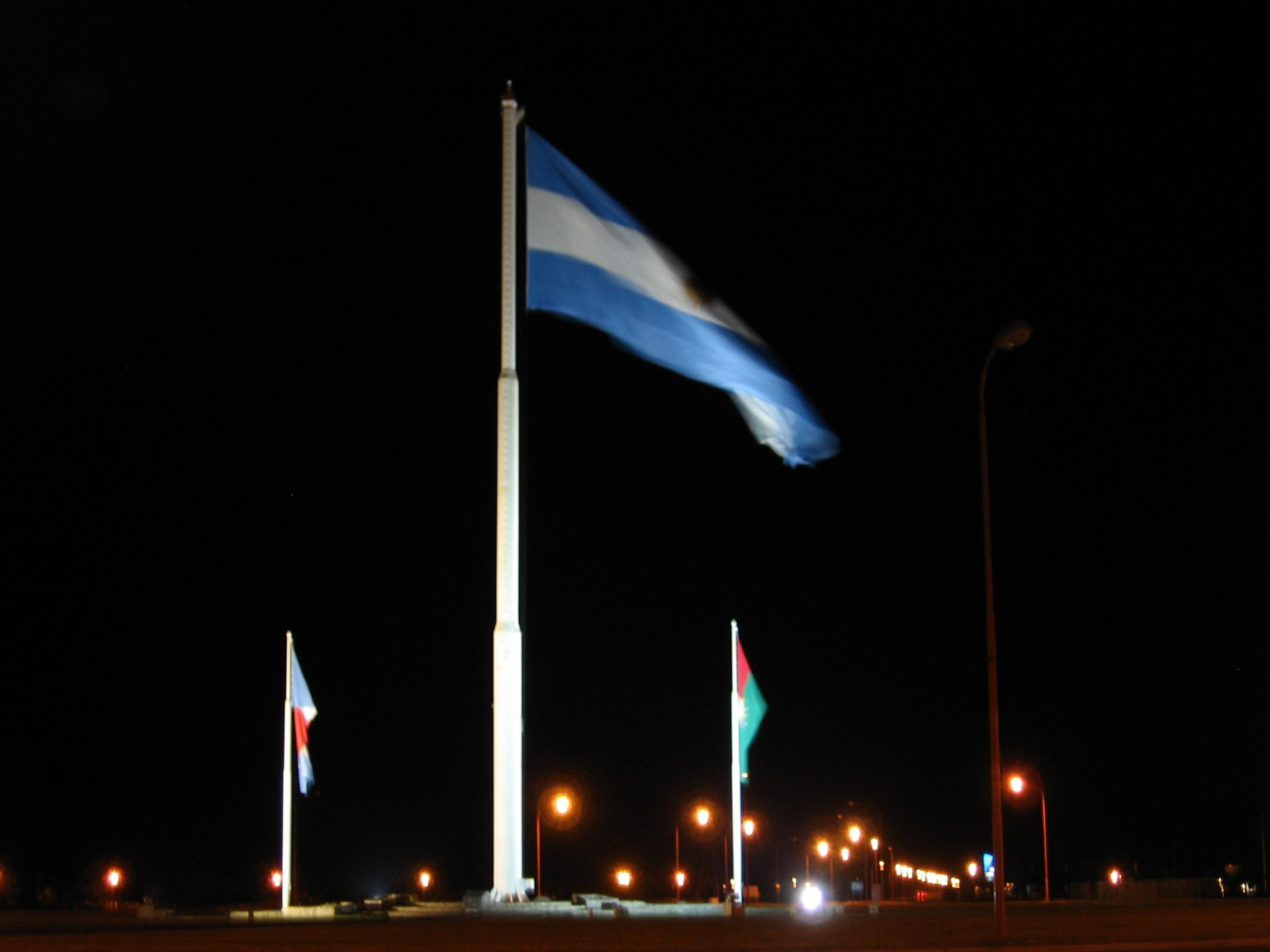
Entrada a la ciudad de Frías.

Frías es una ciudad de Argentina ubicada al suroeste de la provincia de Santiago del Estero, cerca del límite con la provincia de Catamarca, y es la cabecera del departamento Choya. Se encuentra a orillas del Río Albigasta en las coordenadas: 28°39′00″S 65°09′05″O / -28.65000, -65.15139. Tiene un tamaño de 35 km² y su altura es de 316 m s. n. m..
Frías nació en torno al paso del Ferrocarril General Belgrano. 
La ciudad fue fundada el 24 de septiembre de 1874 con el nombre de Villa Únzaga.

## Toponimia
La localidad debe su nombre al político y periodista argentino, Félix Frías.

## Población
Contaba con 26,649 habitantes (Indec, 2010), lo que representa un incremento de los 25,401 habitantes (Indec, 2001) del censo anterior. Esta magnitud la sitúa como el tercer aglomerado urbano de la provincia.
| Gráfica de evolución demográfica de Frías entre 1960 y 2010 |
|                                                             |
| Fuentes: INDEC                                              |

## Cultura

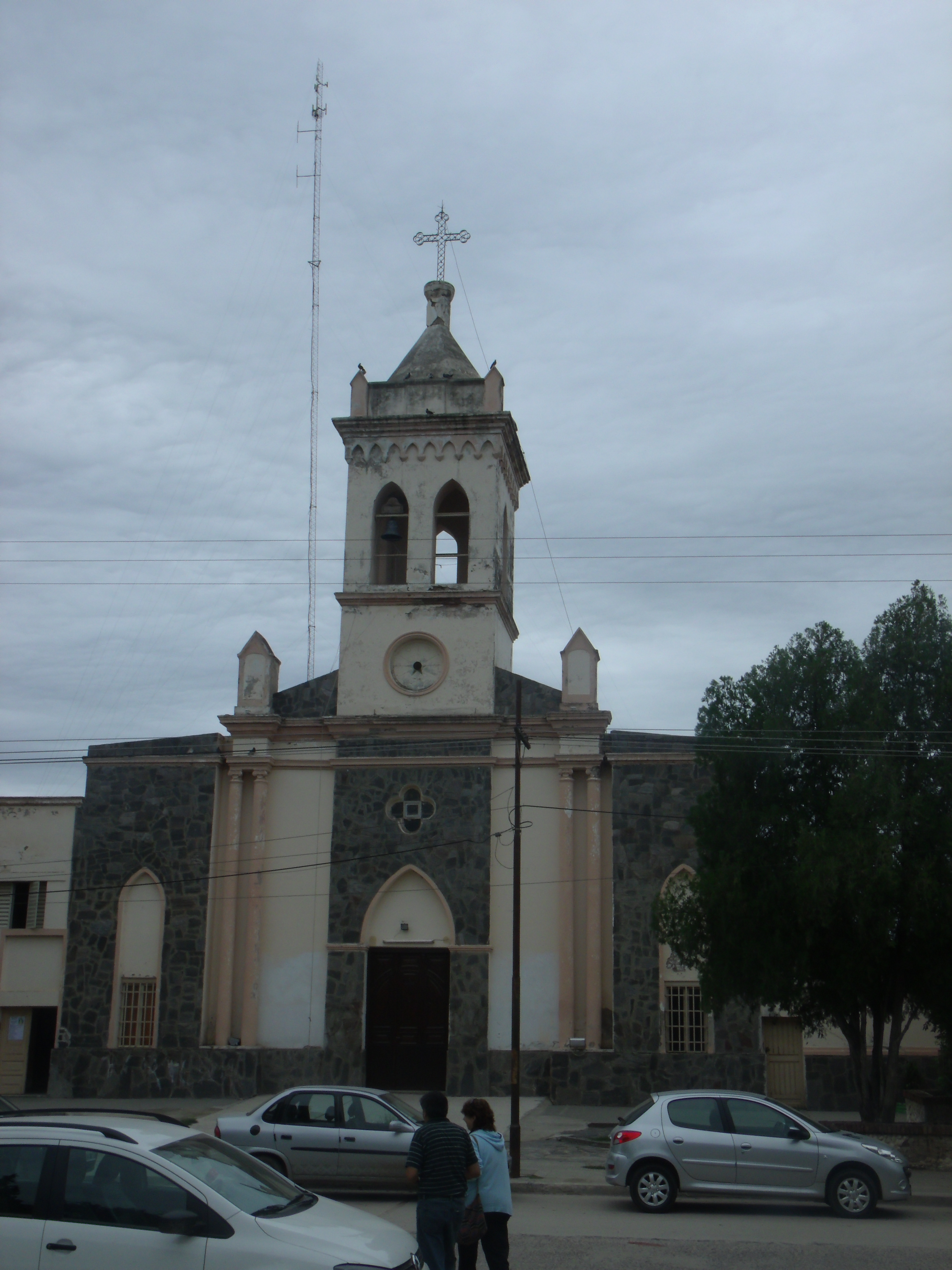
Frente al principal templo católico de Frías desde la plaza.

Frías es conocida en el país, por los artistas que ha generado "La ciudad de la amistad", en muchas ramas culturales.

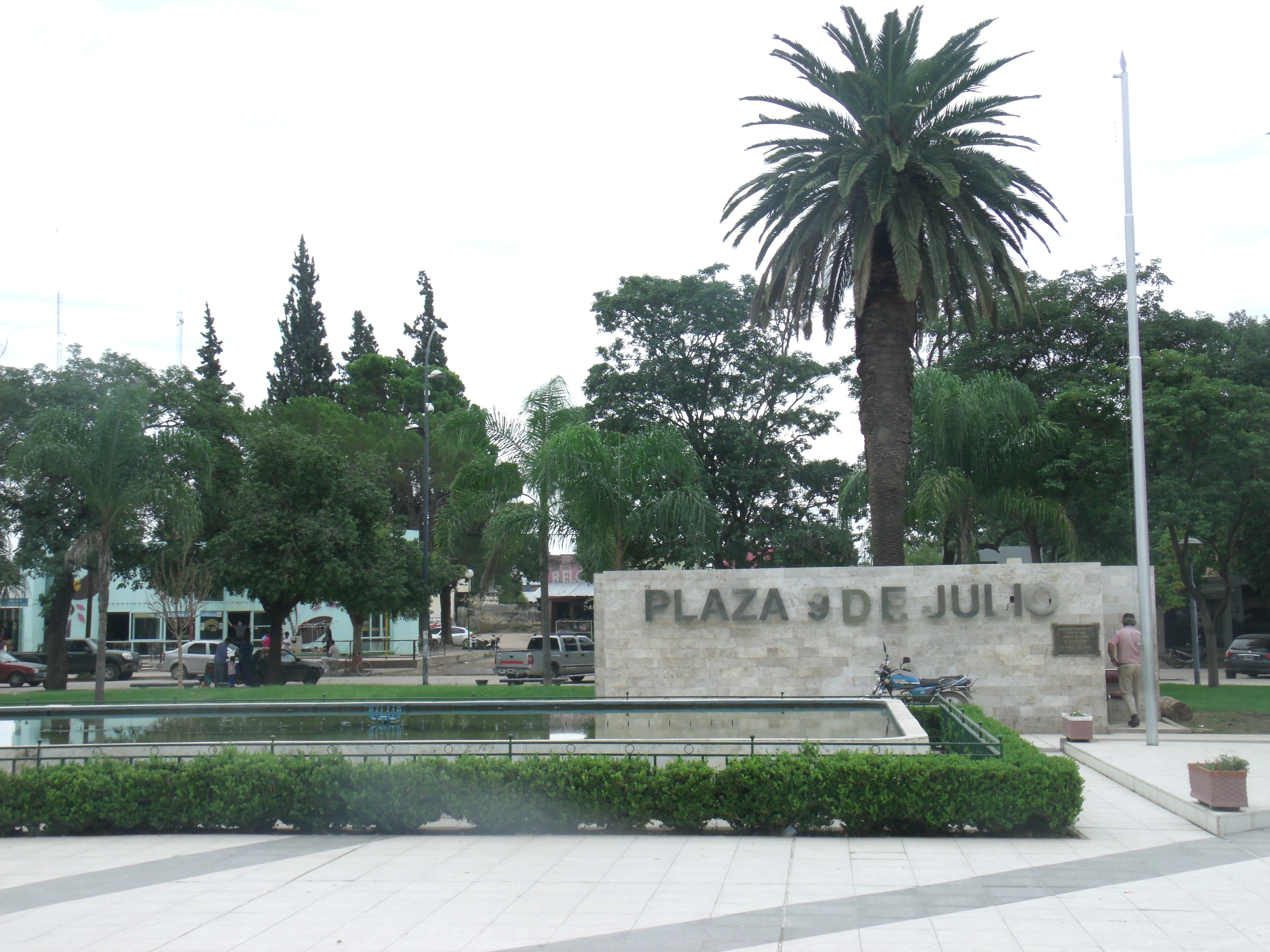
Cartel y fuente en la plaza 9 de Julio de Frías

### Fiesta Nacional del Bombo
El Festival del Bombo nace en 1974 en la unión del Club Central Córdoba y otro club friense, con el fin de recaudar fondos, y luego se convirtió en una tradición del pueblo. 
Por este escenario pasaron artistas como Mercedes Sosa, El Chango Nieto, Horacio Guarany, Los 4 de Córdoba, Valeria Lynch, entre otros.

### Matrimonio igualitario
Frías se convirtió en el primer lugar en la República Argentina donde se celebró oficialmente un matrimonio entre personas del mismo sexo el día 29 de julio de 2010.

## Parroquias de la Iglesia católica en Frías
| Diócesis   | Santiago del Estero                                                |
| ---------- | ------------------------------------------------------------------ |
| Parroquias | Inmaculada Concepción, Nuestra Señora de la Consolación de Sumampa |

## Política

### Elecciones municipales
|  | 35.21 % |

|  | 29.48 % |

|  | 31.16 % |

|  | 26.20 % |

|  | 27.10 % |

|  | 25.18 % |

|  | 3.72 % |

|  | 5.65 % |

|  | 1.33 % |

|  | 4.93 % |

|  | 1.16 % |

|  | 2.94 % |

|  | 0.33 % |

|  | 2.07 % |

|  | 1.88 % |

|  | 1.32 % |

|  | 0.36 % |

|  | 97.99 % |

|  | 97.18 % |

|  | 1.07 % |

|  | 1.64 % |

|  | 0.91 % |

|  | 1.15 % |

|  | 77,80 % |

|  | 76,85 % |

|  | 22,20 % |

|  | 23,15 % |

|  | 100.00 % |

|  | 100.00 % |